# Piracicaba (gemeente)
Piracicaba (Tupí-Guaraní, "plaats waar de vis stopt") is een Braziliaanse stad en gemeente in de staat São Paulo. De stad is gelegen op ongeveer twee uur rijden van de hoofdstad São Paulo en telde 423.323 inwoners in 2022 op een oppervlakte van 1.378 km².
Piracicaba is nauw verbonden met de prestigieuze Hogere Landbouwschool Luiz de Queiroz (Escola Superior de Agronomia Luiz de Queiroz, ESALQ), waarvoor grootgrondbezitter Luiz Vicente de Sousa Queiroz land schonk. De ESALQ is verbonden aan de universiteit van São Paulo (USP) en leidt hooggeschoolde landbouwingenieurs op.
De stad is de zetel van het rooms-katholieke bisdom Piracicaba.

## Geschiedenis
In 1766 besloot de regering in São Paulo om onder andere bij de monding van de Piracicaba met de Tietê nederzettingen te stichten die de expedities en handelsscheepvaart konden ondersteunen. Opperbevelhebber Antônio Correa Barbosa besloot hiervoor echter een beter verbonden en toegankelijk gebied 90 km voor de watervallen uit te kiezen. Op 1 augustus 1767 werd Piracicaba gesticht, en in 1774 werd het dorp verheven tot parochiestatus (freguesia). In 1784 werd de stad verplaatst naar de andere rivieroever, omdat de bodem daar vruchtbaarder was. Pas aan het eind van de eeuw kwam de stad tot bloei dankzij de scheepvaart over de rivier en de verbouwing van suikerriet.
In 1821 kreeg Piracicaba stadsrechten. Als aandenken aan de vastlegging van de eerste Grondwet van Portugal werd de naam van de stad veranderd in Vila Nova da Constituição  (Portugees: "Nieuwe stad van de Grondwet"). Hierna ontwikkelde de stad zich snel verder, een jaar later was er sprake van een gemeenteraad. De stad legde zich verder toe op de verbouwing van suikerriet en werd tevens een grote afnemer van slaven.
In 1877 werd de naam van de stad op initiatief van de toenmalige senator en toekomstige president Prudente José de Morais e Barros veranderd in Piracicaba. In datzelfde jaar werd de stad aangesloten op het spoorwegnet van de Companhia Ituana de Ferrovias. In 1881 werd in Picacariba de grootste suikerfabriek van Brazilië opgericht. Naarmate slavernij meer en meer verboden werd, werden de slaven vervangen door machines en betaalde arbeidskrachten.

## Opkomst en neergang
De stad werd na 1890 de belangrijkste stad van de toenmalige Regio Campinas en was het, gemeten naar aantal inwoners, de op drie grootste stad van de staat. In 1900 was er elektrisch licht en telefoon.
Vanaf het midden van de jaren '50 stagneerde de stad door haar eenzijdige afhankelijkheid van de suikerrietwinning, terwijl in het hele land de prijs van suikerriet daalde, en door het uitblijven van nieuwe economische activiteiten. Er werden te laat noodzakelijke maatregelen getroffen, waardoor weliswaar de industrialisatie op gang kwam maar nog steeds met de nadruk op de verwerking van suikerriet. Nog erger was de concurrentie van het nabijgelegen Campinas, dat tevens in geografisch opzicht in het voordeel was (doordat het rechtstreeks in verbinding stond met de haven van Santos en dichter bij de hoofdstad São Paulo is gelegen. Tegenwoordig is Piracicaba in economisch opzicht van Campinas afhankelijk en alleen nog op regionaal niveau van belang.

## Geografie

### Aangrenzende gemeenten
De gemeente grenst aan Anhembi, Charqueada, Conchas, Ipeúna, Iracemápolis, Laranjal Paulista, Limeira, Rio Claro, Rio das Pedras, Saltinho, Santa Bárbara d'Oeste, Santa Maria da Serra, São Pedro  en Tietê.

### Hydrografie
De rivier de Piracicaba en de zijrivier Ribeirão Piracicamirim stromen door de stad.

## Religie
Het Christendom is als volgt in de stad aanwezig:

### Katholieke Kerk
De katholieke kerk in de gemeente maakt deel uit van het Bisdom Piracicaba.

### Protestantse Kerk
De meest uiteenlopende evangelische overtuigingen zijn aanwezig in de stad, voornamelijk pinkstergelovigen, waaronder onder meer de Assemblies of God in Brazilië (de grootste evangelische kerk van het land) en de Christelijke Congregatie in Brazilië. Deze denominaties groeien steeds meer in heel Brazilië.

## Bekende inwoners van Piracicaba

### Geboren
- Silvio Lagreca (1895-1966), voetballer
- Nílton De Sordi (1931-2013), voetballer
- José Altafini (1938), Braziliaans-Italiaans voetballer
- Antônio Wilson Vieira Honório, "Coutinho" (1943-2019), voetballer
- Francisco Jesuíno Avanzi, "Chicão" (1949-2008), voetballer
- André Cruz (1968), voetballer
- Marcos Pizzelli (1984), Armeens-Braziliaans voetballer
- Gabriel Silva (1991), voetballer
- Gabriel Boschilia (1996), voetballer
- Gustavo Hebling (1996), voetballer
- Lucas Beraldo (2003), voetballer

### Overleden
- Prudente José de Morais e Barros (1841-1902), politicus, eerste burger-president van Brazilië